# Valarie Allman
Valarie Allman (ur. 23 lutego 1995 w Newark, w stanie Delaware) – amerykańska lekkoatletka specjalizująca się w rzucie dyskiem.
W 2014 została w Eugene wicemistrzynią świata juniorów. Srebrna medalistka uniwersjady z Tajpej (2017). W 2019 była siódma na światowym czempionacie w Dosze. W 2021 triumfowała na igrzyskach olimpijskich w Tokio, a w 2024 na igrzyskach olimpijskich w Paryżu. Rok później stanęła na najniższym stopniu podium mistrzostw świata w Eugene. Podczas mistrzostw świata w Budapeszcie w 2023 zdobyła srebrny medal. Rok później obroniła złoto olimpijskie.
Złota medalistka mistrzostw USA.
Rekord życiowy: 73,52 (12 kwietnia 2025, Ramona) – rekord Ameryki Północnej, 5. wynik w historii światowej lekkoatletyki.

## Osiągnięcia
| Rok  | Impreza                     | Miejsce   | Pozycja           | Wynik |
| ---- | --------------------------- | --------- | ----------------- | ----- |
| 2014 | Mistrzostwa świata juniorów | Eugene    | 2. miejsce        | 56,75 |
| 2015 | Uniwersjada                 | Gwangju   | 5. miejsce        | 55,68 |
| 2017 | Mistrzostwa świata          | Londyn    | el. – 28. miejsce | 53,85 |
| 2017 | Uniwersjada                 | Tajpej    | 2. miejsce        | 58,36 |
| 2018 | Athletics World Cup 2018    | Londyn    | 3. miejsce        | 61,10 |
| 2018 | Mistrzostwa NACAC           | Toronto   | 2. miejsce        | 59,67 |
| 2019 | Mecz Europa – USA           | Mińsk     | 3. miejsce        | 62,44 |
| 2019 | Mistrzostwa świata          | Doha      | 7. miejsce        | 61,82 |
| 2021 | Igrzyska olimpijskie        | Tokio     | 1. miejsce        | 68,98 |
| 2022 | Mistrzostwa świata          | Eugene    | 3. miejsce        | 68,30 |
| 2023 | Mistrzostwa świata          | Budapeszt | 2. miejsce        | 69,23 |
| 2024 | Igrzyska olimpijskie        | Paryż     | 1. miejsce        | 69,50 |